# Symphony Center
Le Symphony Center (anciennement le Chicago Orchestra Hall) est un complexe musical de style georgien situé dans la ville de Chicago, dans l'État de l'Illinois, aux États-Unis. Plus précisément, il se trouve dans le secteur financier du Loop, au 220 South Michigan Avenue, dans le quartier historique de Michigan Boulevard District (juste en face de Grant Park). Il jouxte le Railway Exchange Building (un bâtiment datant de 1904 et inscrit au patrimoine fédéral). Le bâtiment est constitué de salles d'opéra, de salles de danse, et offre des concerts de musique classique et de jazz.
Le Symphony Center abrite l'orchestre symphonique de Chicago (Chicago Symphony Orchestra, un des meilleurs orchestres symphoniques du monde), le Chicago Symphony Chorus, le Civic Orchestra of Chicago et l'Institute for Learning, Access, and Training. Il comprend également l'Orchestra Hall de 2 521 places, qui date de 1904 ; le Buntrock Hall, un espace de répétition et de représentation ; le Grainger Ballroom, un espace événementiel donnant sur Michigan Avenue et l'Art Institute of Chicago ; une rotonde publique à plusieurs étages ; le restaurant et le café Opus ; et des bureaux administratifs. En juin 1993, des plans visant à rénover et à agrandir considérablement l'Orchestra Hall ont été approuvés et le projet de 110 millions de dollars qui a donné naissance au Symphony Center a débuté en 1995 et s'est achevé en 1997.
Conçu par l'architecte Daniel Burnham, l'Orchestra Hall a été désigné comme National Historic Landmark (NHL) le 19 avril 1994 et est inscrit sur le prestigieux Registre national des lieux historiques (National Register of Historic Places ; NRHP) depuis le 21 mars 1978.

## Histoire
Construit en 1904, l'Orchestra Hall a été conçu par le célèbre architecte de Chicago Daniel Burnham, un des pionniers de l'École d'architecture de Chicago (Chicago School) et concepteur du Montauk Building (1883), du Rookery Building (1888) et du Monadnock Building (1891). La nouvelle salle a été spécialement conçue pour accueillir l'orchestre symphonique de Chicago (Chicago Symphony Orchestra ; CSO), qui se produisait auparavant à l'Auditorium Theatre (une salle de spectacle située dans l'Auditorium Building). La construction a commencé le 1er mai 1904 et le premier concert a été donné le 14 décembre 1904. La façade du bâtiment porte l'inscription "Theodore Thomas Orchestra Hall" du nom de Theodore Thomas, le premier directeur musical de l'orchestre, décédé moins d'un mois après ses débuts de chef d'orchestre. Les noms d'illustres compositeurs de musique classique tels que Jean-Sébastien Bach, Wolfgang Amadeus Mozart, Ludwig van Beethoven, Franz Schubert et Richard Wagner sont gravés sur la façade du bâtiment au-dessus des fenêtres de la salle de bal.
De 1907 à 1996, le penthouse du neuvième étage de l'immeuble a servi de résidence au Cliff Dwellers Club, dont l'architecture intérieure est signée Howard Van Doren Shaw, et c'est à cet endroit que se trouve la première peinture murale importante de John Warner Norton. L'Orchestra Hall a également été utilisé comme salle de cinéma dans les années 1910, afin de maintenir les revenus pendant les mois d'été, lorsque l'Orchestre symphonique de Chicago jouait au festival Ravinia. Des conférences et d'autres programmes ont été organisés à l'Orchestra Hall, avec des orateurs tels que Harry Houdini, Richard E. Byrd, Amelia Earhart, Bertrand Russell et Orson Welles.
En 2008, Chicago a accueilli la Convention nationale des Verts qui s'est déroulée au Symphony Center puis à l'hôtel Palmer House Hilton non loin de là. En 2012, le Symphony Center et le pavillon de l'Université de l'Illinois à Chicago ont accueilli le Sommet mondial des lauréats du prix Nobel de la paix. Ce sommet s'est tenu à Chicago au même moment que le sommet de l'OTAN Chicago 2012. À l'instar du Chicago Cultural Center situé non loin de là, le Symphony Center est utilisé pour des réceptions, des conventions et d'autres événements divers.

## Architecture

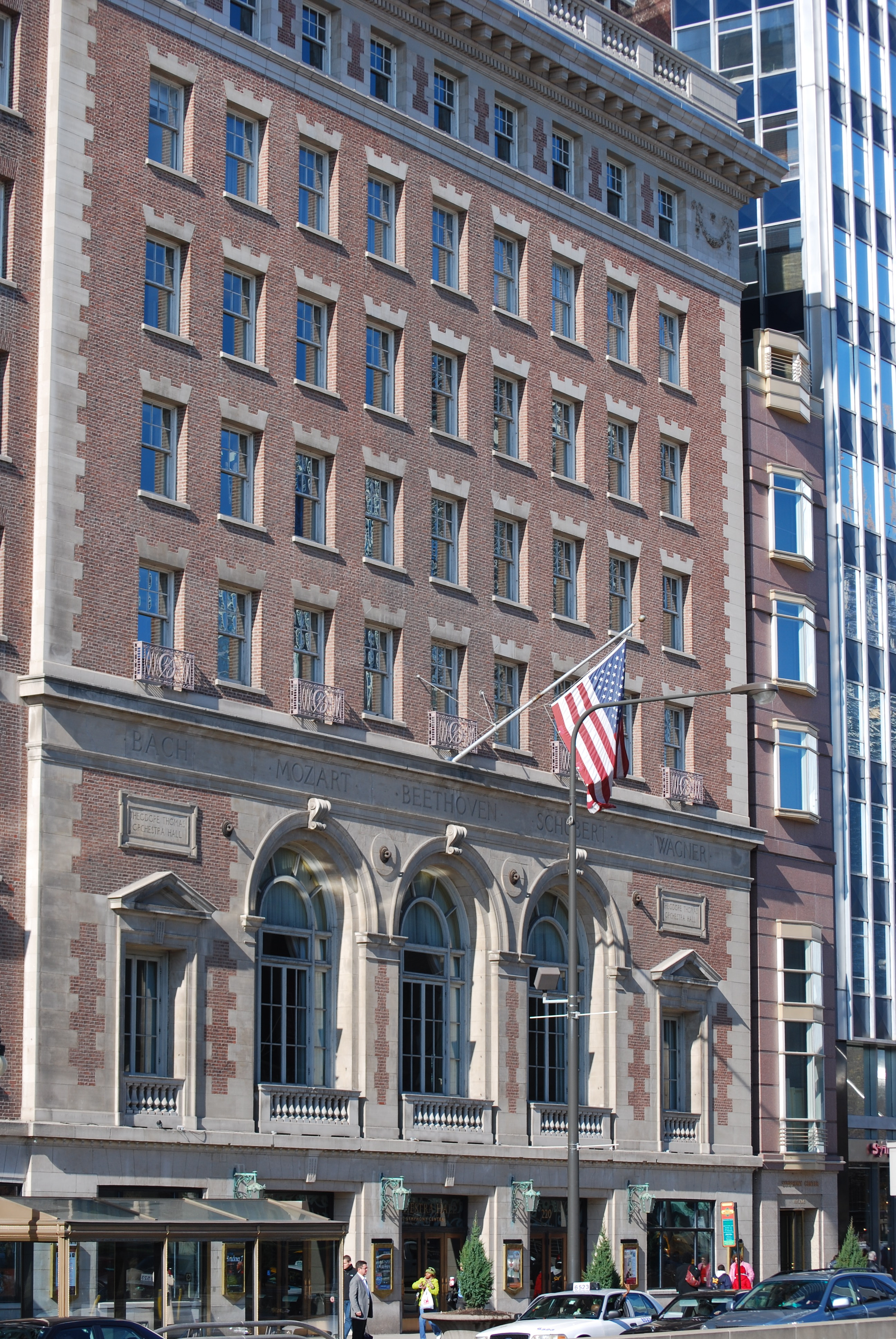
Vue sur le Symphony Center depuis Grant Park.

Le bâtiment, de style architectural georgien et conçu par l'architecte de Chicago Daniel Burnham, avait besoin d'une transformation radicale à la fin du XXe siècle. Le projet prévoyait d'optimiser l'expérience de la salle de concert par l'amélioration des lignes de vue et de la qualité de l'acoustique, et d'agrandir les espaces publics et l'arrière-salle.
La façade symétrique du bâtiment est faite de briques roses foncées, parachevée par des claveaux en pierre de grès blanche (pierre d'angle taillée en biseau constituant l'élément de formation de l'arc), des linteaux et d'autres éléments décoratifs caractéristiques du style georgien. Au-dessus du deuxième étage de la façade sont inscrits dans un bandeau de calcaire les noms de cinq compositeurs célèbres de musique classique (Bach, Mozart, Beethoven, Schubert et Wagner), un clin d'œil au design de l'Art Institute of Chicago situé de l'autre côté de la rue. La corniche est de conception classique et est surmontée d'une balustrade en pierre calcaire qui cache le neuvième étage (ajouté en 1907).
Le deuxième étage du bâtiment contient une vaste salle de bal généralement utilisée pour les réceptions, les conférences et les concerts de musique de chambre. Cette salle est décorée à l'extérieur par une rangée de trois fenêtres à deux étages surmontées d'impostes de style georgien. De chaque côté de cette rangée de fenêtres, une fenêtre plus petite coiffée d'un fronton classique complète la disposition symétrique de la façade du deuxième étage.

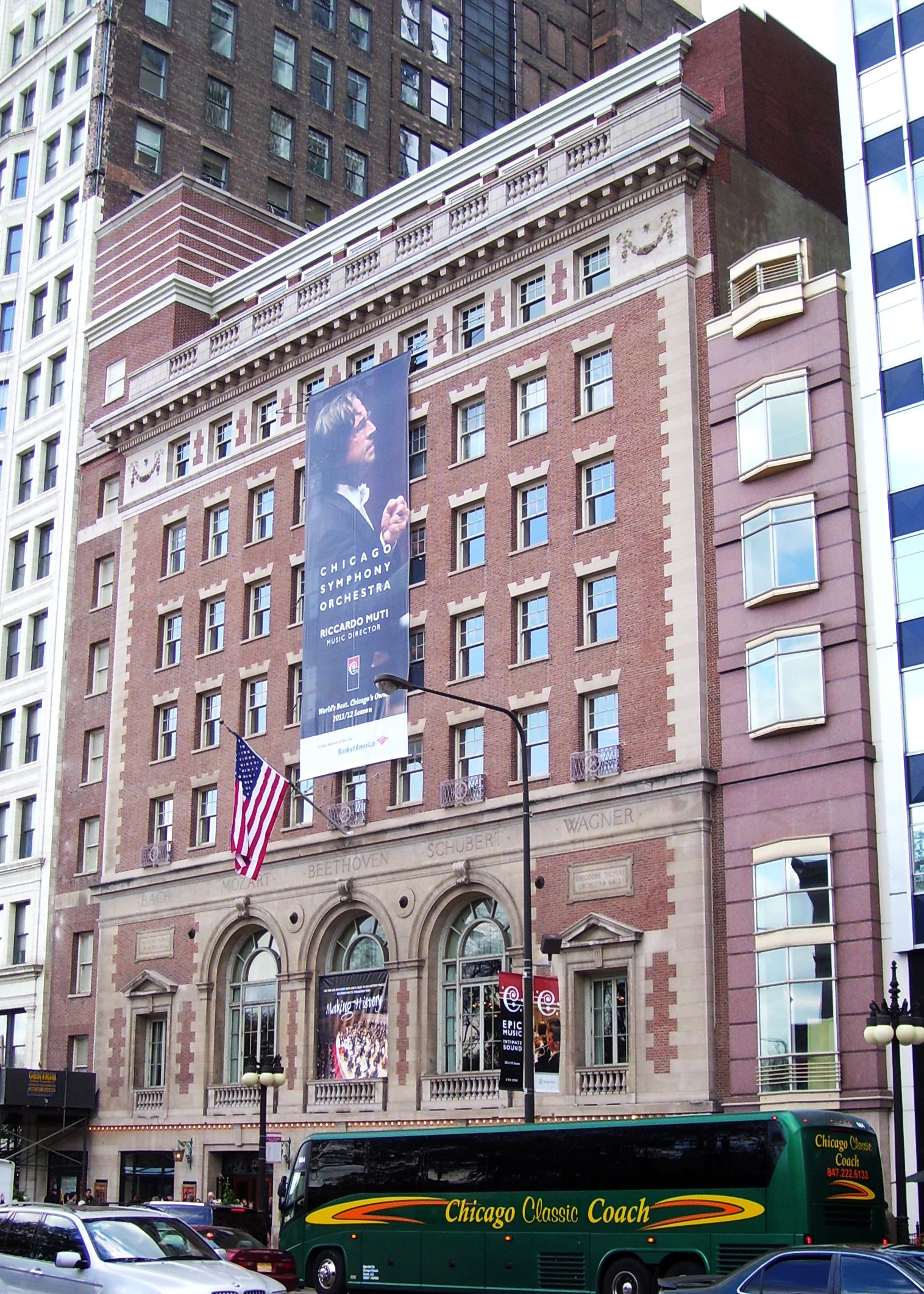
Vue sur le bâtiment depuis l'Art Institute of Chicago.

L'entrée du premier étage conduit au vestibule et au hall principal, qui mène à l'auditorium, conçu dans le style Beaux-Arts. L'orgue à tuyaux d'origine, créé par Lyon & Healy Harps, Inc. (le plus grand instrument jamais construit par cette société basée à Chicago), a été installé au début de 1905 et reconstruit par Frank J. Sauter and Sons en 1946.
La restauration de ce bâtiment emblématique de Chicago nécessita le renforcement des fondations, l'agrandissement des installations et la refonte de tous les systèmes de chauffage, de ventilation et de climatisation. Les nouveaux espaces créés (ainsi que les espaces déjà existants qui furent rénovés puis agrandis) comprennent des salles de répétition, des halls, des salles de réunion et une arcade publique qui relie l'entrée du Symphony Center (côté Michigan Avenue) à une nouvelle rotonde.
Une annexe de huit étages attenant au bâtiment (à gauche sur l'image ci-contre) fut ajoutée afin d'offrir plus d'espaces pour les salles de répétitions. D'autres installations, notamment des vestiaires pour les musiciens et les invités ainsi que des espaces de stockage des équipements, ont été créées en sous-sol. L'agence d'architectes Skidmore, Owings and Merrill (SOM) a également rénové le bâtiment adjacent Chapin & Gore, en y ajoutant un café, un restaurant, un centre d'éducation musicale et des bureaux administratifs.

## L'acoustique

Une des premières représentations de Theodore Thomas, fondateur de l'orchestre symphonique de Chicago, à l'Orchestra Hall du Symphony Center (photographie du 5 février 1907).

Dans les années 1960, la restauration de l'Orchestra Hall fut centrée sur plusieurs points majeurs, incluant l'isolation des bruits parasites provenant des systèmes mécaniques et de l'extérieur ainsi que l'ajout d'espace pour les musiciens. Les premiers ajustements affectèrent le temps de réverbération à l'intérieur de la salle dans le but d'obtenir un retour des sonorités graves, un meilleur environnement d'écoute pour les musiciens, et une amélioration de la sonorité dans son ensemble pour les auditeurs, particulièrement ceux placés au plancher principal.
L'acoustique sous-optimale fut une préoccupation constante tout au long de l'histoire de l'Orchestra Hall, et a été en grande partie corrigée lors des grands travaux de rénovation de la salle principale durant la fin des années 1960 et dans le cadre de la transformation du Symphony Center entre 1995 et 1997.
Les travaux furent terminés et la salle rouvrit ses portes au public fin 1997. Les critiques qui furent relayées dans la presse musicale locale estimèrent que l'amélioration acoustique de la période 1995-1997 fut largement couronnée de succès, mais qu'elle put être encore optimisée, notamment dans les registres supérieurs. Les critiques de l'époque notèrent que : « [la salle] avait un son tout à fait nouveau, avec une profondeur et un espace jamais entendus auparavant. Les cordes graves, en particulier, apportèrent une chaleur et une solidité nouvelles, et toute la gamme des basses et des barytons de l'orchestre offrirent une base plus ferme et un contrefort plus doux pour le son supérieur, qui fut toujours vif et brillant. Cependant, les hautes fréquences purent encore sonner de manière vitreuse, et les cordes aiguës n'en bénéficièrent pas autant que leurs consœurs. L'acousticien superviseur R. Lawrence Kirkegaard commença à travailler sur le problème après un concert privé et continua à le faire ».

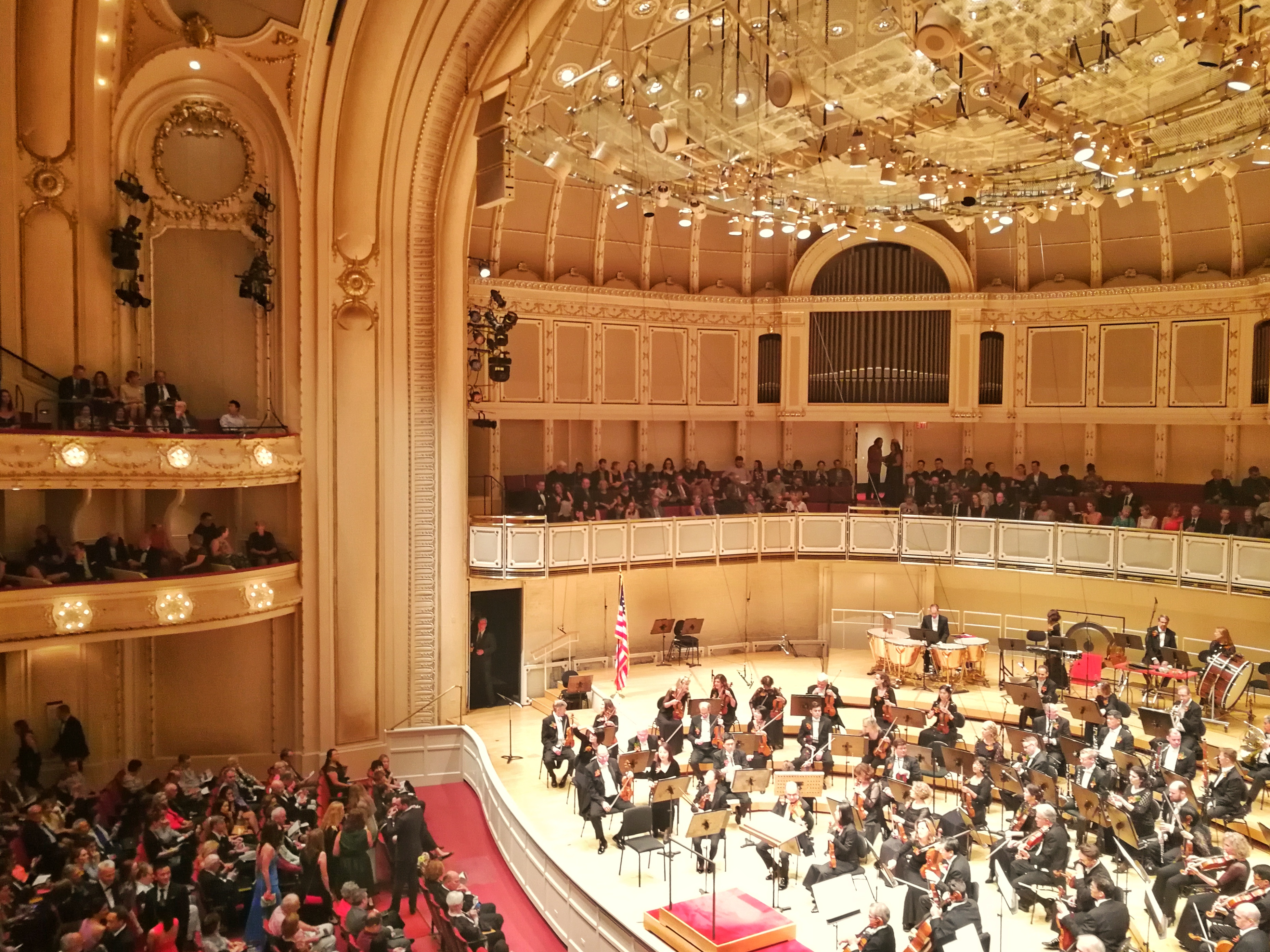
Le directeur artistique Riccardo Muti lors de la soirée d'ouverture de la saison 2017-18 à l'Orchestra Hall.

L'orchestre a maintenant un son de basse moelleux qui n'existait tout simplement pas auparavant. Les grosses caisses, qui furent auparavant la source de coups secs et forts, ont une nouvelle résonance et une nouvelle texture. Les violons ont une couleur plus riche et il est juste de dire que l'Orchestra Hall est, dans l'ensemble, largement amélioré. Le temps de réverbération, presque inexistant auparavant, est beaucoup plus long. Les cordes, en particulier dans les graves, sont beaucoup plus audibles qu'auparavant, et tous les instruments résonnent avec beaucoup plus d'éclat, de chaleur et de brillance. Le son est de bien meilleure qualité que dans l'autre endroit autrefois problématique, le plancher principal sous le surplomb du balcon, superbe au balcon inférieur, valorise les lieux et rend l'atmosphère de l'Orchestra Hall plus chaleureuse.

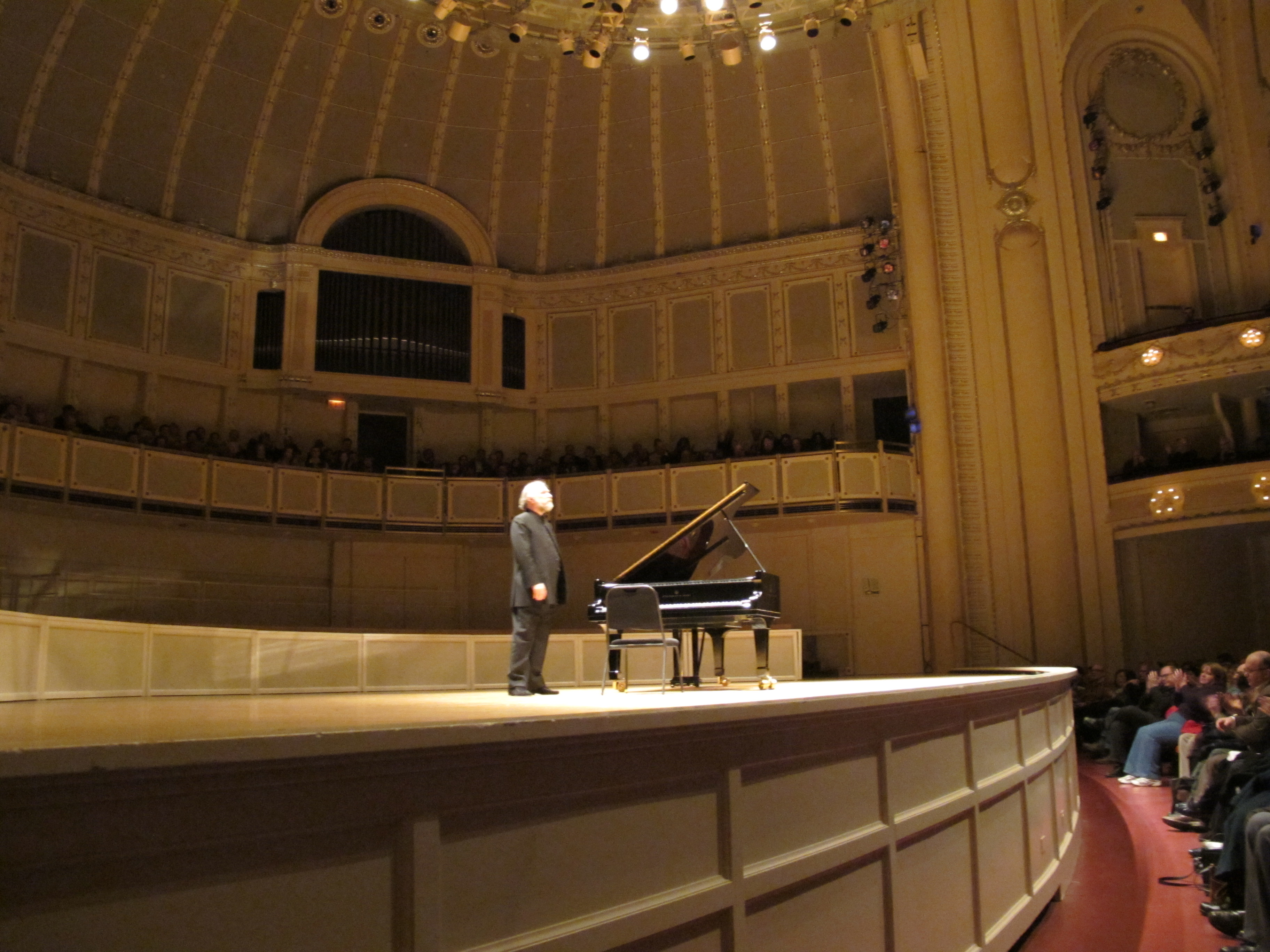
Le pianiste Radu Lupu sur la scène de l'Orchestra Hall (en 2010).

Dans une critique d'un récital de piano, et non d'un concert orchestral, John von Rhein, critique musical au Chicago Tribune, écrivit dans une colonne du journal : « tout a été enregistré avec l'impact de l'ancienne salle, mais en mieux. Il y avait plus de chaleur, plus d'espace, autour du clavier. Des rapports similaires ont été faits par les auditeurs dans la galerie ». Cependant, le même critique nota également peu de temps après la rénovation : « À ce jour, la partie basse étant considérablement améliorée, peut-être même un peu trop, les cordes et les cuivres inférieurs devront modifier leur production sonore en fonction des nouvelles sensibilités de l'acoustique. À bien des égards, l'Orchestra Hall est donc un chantier toujours en cours. Les semaines et les mois à venir exigeront des ajustements de la part des musiciens et des techniciens ».
Lawrence Kirkegaard a déclaré que : « ses associés et lui-même étaient intensivement impliqués dans des ajustements mineurs la semaine précédente et qu'ils continueraient à bricoler le son de manière sporadique tout au long de la saison ». Quelques années après la transformation, les critiques du Chicago Tribune ont exprimé leur mécontentement quant à l'acoustique de l'Orchestra Hall,. Cependant, une nouvelle salle est toujours un moment-clé dans la vie d'un orchestre et les critiques assuraient qu'on ne pouvait pas faire moins bien que dans la salle originale (inaugurée en 1904). S'il en va du confort sonore avant tout, l'ancienne salle ne permettait que difficilement l'accueil des grands effectifs orchestraux actuels notamment les plateaux de percussions.

## L'orgue
Inauguré en 1904, la salle contenait un orgue à quatre claviers Lyon & Healy qui a été retiré en 1966 lors d'une rénovation de la salle. En 1981, un orgue Möller à trois claviers et 74 rangs a été installé dans la chambre d'orgue existante. L'installation de l'orgue Casavant a été l'aboutissement d'une rénovation architecturale et d'une réharmonisation acoustique majeure de l'Orchestra Hall.
En février 1977, un don de 35 000 dollars a été fait par la famille de Mme. Harold C. Smith pour le remplacement de l'orgue. À la suite d'autres dons, les fonds se sont élevés à presque 400 000 dollars. L'orgue électronique a été finalement remplacé au cours de l'été 1981 par un instrument neuf créé par la firme M.P. Möller Inc., un facteur d'orgues prolifique originaire de l'île danoise de Bornholm. En 1994, lors de travaux de construction pour rénover et agrandir l'Orchestra Hall, l'orgue fut retiré de la salle et envoyé aux ateliers de Casavant Frères, au Québec, où il a été remanié et élargi. La ré-installation de l'orgue fut le point central de toutes les activités de construction durant l'été 1998.
Beaucoup des détails tonaux les plus intéressants de l'orgue sont inspirés des orgues Casavant des années 1920 et 1930. L'instrument contient une très grande contrebasse 16’ (bois ouvert), un tuba Mirabilis 8’ sur 25 pouces de pression de vent, et une clarinette à cloche. Les divisions Swell et Choir sont alimentées à partir de très grands réservoirs et disposent de trémulants pneumatiques traditionnels. La console à registres en terrasses est compacte et mobile, et sa conception à profil bas permet une excellente communication visuelle entre le chef d'orchestre et l'interprète.